# Przewężek błękitny
Przewężek błękitny, przewężek niebieskawy (Sphingonotus caerulans) – gatunek owada prostoskrzydłego z rodziny szarańczowatych (Acrididae) o pochodzeniu pustynnym i zachodniopalearktycznym zasięgu występowania. 
Wyróżniono kilka podgatunków:
- S. c. atlas Chapman, 1938
- S. c. caerulans (Linnaeus, 1767)
- S. c. caspicus Mishchenko, 1936
- S. c. cyanopterus (Charpentier, 1825)
- S. c. defasciata Puschnig, 1922
- S. c. gharianensis Werner, 1908
- S. c. insularis Uvarov, 1936
- S. c. intermedia Ramme, 1911

S. c. caerulans i S. c. cyanopterus występują w Europie. Prawdopodobnie krzyżują się ze sobą na obszarze Europy Środkowej. W Polsce występują obydwa podgatunki, z wyjątkiem terenów górskich, gdzie nie stwierdzono żadnego. 
Na terenie Polski Sphingonotus caerulans jest gatunkiem rzadkim. Na Czerwonej Liście Zwierząt Ginących i Zagrożonych w Polsce klasyfikowany jest w kategorii NT (bliski zagrożenia).